# Bogeyspelare
Bogeyspelare är en benämning på en golfspelare med handicap 20. Det är även ett begrepp som har definierats av USGA för användning i slopesystemet, se nedan.
Två förutsättningar ska vara uppfyllda för att man enligt USGAs definition ska vara manlig bogeyspelare:
- Amatörspelare som kan slå utslag i genomsnitt 200 yards (cirka 183 meter) och kan nå greenen på ett hål som är 370 yards (cirka 338 meter) på två slag.
- Amatörspelare som har ett handicap mellan 17,5 och 22,4

Två förutsättningar ska vara uppfyllda för att man enligt USGAs definition ska vara kvinnlig bogeyspelare:
- Amatörspelare som kan slå utslag i genomsnitt 150 yards (cirka 137 meter) och kan nå greenen på ett hål som är 280 yards (cirka 256 meter) på två slag.
- Amatörspelare som har ett handicap mellan 21,5 och 26,4